# Allodapini
Tribu
Allodapini Cockerell, 1902 est une tribu d'insectes de la famille des Apidae (une des familles d'abeilles).

## Liste des genres
Selon ITIS (4 mai 2019) :
- genre Allodape Lepeletier & Serville, 1825
- genre Allodapula Cockerell, 1934
- genre Braunsapis Michener, 1969
- genre Compsomelissa Alfken, 1924
- genre Effractapis Michener, 1977
- genre Eucondylops Brauns, 1902
- genre Exoneura Smith, 1854
- genre Exoneurella Michener, 1963
- genre Exoneuridia Cockerell, 1911
- genre Macrogalea Cockerell, 1930
- genre Nasutapis Michener, 1970

Selon NCBI (4 mai 2019) :
- genre Allodape
- genre Allodapula
- genre Braunsapis
- genre Brevineura
- genre Compsomelissa
- genre Eucondylops Brauns, 1902
- genre Exoneura
- genre Exoneurella
- genre Exoneuridia
- genre Halterapis
- genre Hasinamelissa
- genre Inquilina
- genre Macrogalea
- genre Nasutapis